# Насилие в школах
Насилие в школах — эмоциональное, физическое или сексуальное насилие, совершаемое детьми или педагогами в отношении учеников школ, или учениками по отношению к учителю.

## Общая характеристика
В школе ребёнка могут унижать психологически и физически, вымогать у него деньги или ценные вещи, толкать на преступление и так далее. Виновниками таких неправомерных действий могут быть другие ученики или сами учителя, кроме того ученик может подвергнуться насилию и со стороны родителей других учеников на территории школы, их родственников и знакомых.

## Причины школьного насилия
- Скука в школе. Скучающий ученик не вовлечён в учебный процесс, а значит, является потенциальным нарушителем спокойствия. Заинтересовать его, придать больший смысл обучению — одна из приоритетных задач современного образования[1].
- Селекционно-соревновательный характер школы. Свое отражение в структурах школы находит современное общество, которое во многом руководствуется принципами рыночной экономики, конкурентоспособностью. Ученики в этой связи подвержены ожиданиям со стороны родителей, учителей и общества достигать отличных результатов и успехов в учёбе. Уже в начальной школе идет отбор в форме оценок, табелей успеваемости, грамот, особого внимания со стороны учителя и т. п. В пубертатном возрасте воспринимается подобное давление как структурное насилие со стороны школьной системы. Таким образом ученики/цы оцениваются по их результативности в классе, а не по их психо-эмоциональным, личностным и человеческим качествам. Если отстающий, например по математике, ученик будет публично осуждаться учителем-предметником, то и со стороны своих одноклассников он будет считаться неспособным и недостойным внимания. Возможные варианты развития проблемы:
  - Моббинг или буллинг со стороны класса по отношению к данному ученику
  - Протест данного ученика, отвержение им школьных норм и вследствие чего насильственные действия против школы (например, вандализм) и одноклассников.

## Борьба со школьным насилием
Борьба со школьным насилием происходит по нескольким направлениям, среди них как общие (пропаганда терпимости, повышение культурного уровня общества), так и индивидуальные (работа с семьями; психологическая помощь детям, проявляющим агрессию к сверстникам).

## Последствия школьного насилия
- Длительные школьные издевательства сказываются на самомнении ребёнка. Падает самооценка, он чувствует себя затравленным. Такой ребёнок в дальнейшем пытается избегать отношений с другими людьми. Зачастую сверстники избегают жертв школьного насилия, опасаясь стать новыми жертвами. В результате этого формирование дружеских отношений может стать проблемой для жертвы, а отверженность в школе нередко переносится и на другие сферы социальных отношений. Такой ребёнок и в дальнейшем может считать себя «неудачником».[3]

- Попадание в роль жертвы является причиной низкого статуса в группе, проблем в учёбе и поведении. У таких детей высок риск развития нервно-психических расстройств и нарушений поведения. Жертвы школьного насилия часто страдают невротическими расстройствами различной степени тяжести. В худшем случае возможно формирование посттравматического синдрома, депрессии, нарушений сна и аппетита.[3]

- У подростков школьное насилие вызывает нарушения в развитии идентичности. Длительный стресс порождает чувство безнадежности и безысходности, что приводит к мыслям о суициде.[3]